# Maso di Bartolomeo
Maso di Bartolomeo (Capannole, 1406 – Ragusa di Dalmazia, 1456 circa) è stato un architetto, scultore, orafo e fonditore in bronzo italiano.

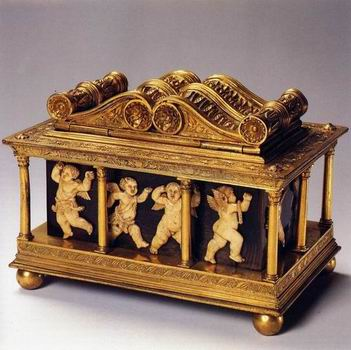
Capsella della Sacra Cintola

Esponente importante del Rinascimento fiorentino, fu allievo di Donatello e Michelozzo, con i quali lavorò a Prato. Cresciuto probabilmente nella bottega di Lorenzo Ghiberti, fu anche collaboratore di Luca della Robbia.

## Vita e opere

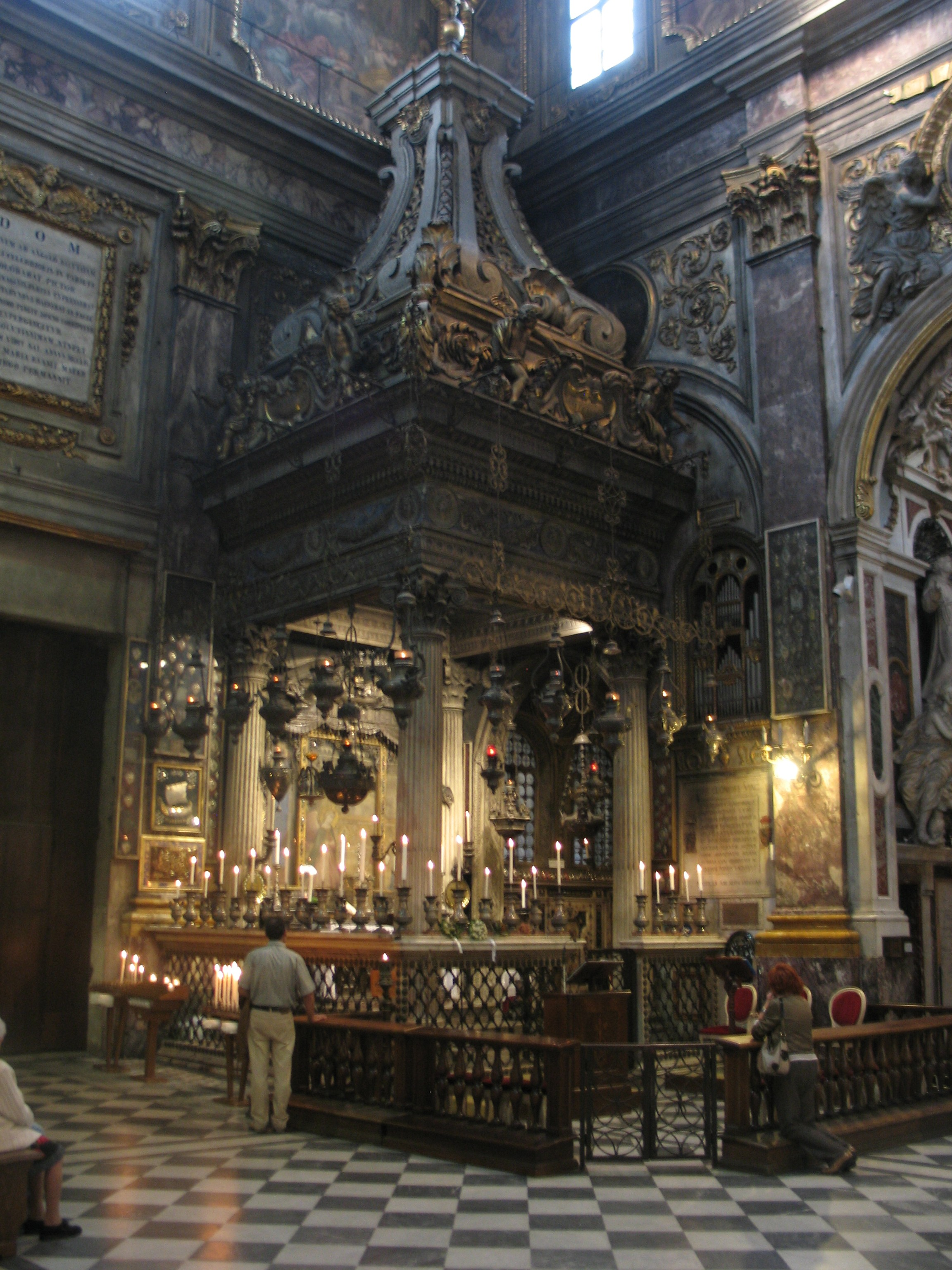
Cappella della Santissima Annunziata, Firenze

### Firenze
A Firenze, con Luca della Robbia e Michelozzo collaborò nel 1444 alla realizzazione di una Resurrezione in terracotta.
Realizzò inoltre nel 1447 il reticolato in bronzo che chiude l'edicola della Cappella della Santissima Annunziata nella Basilica della Santissima Annunziata di Firenze ed un crocifisso ligneo collocato attualmente presso l'altare della sagrestia della Basilica di Santa Maria Novella. Sempre a Firenze realizzò i fregi decorativi con festoni a graffito monocromo del cortile di Palazzo Medici Riccardi. 

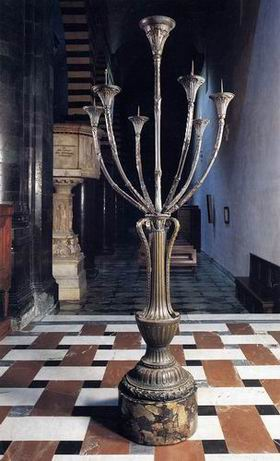
Il Candelabro a sette braccia nel Duomo di Prato

### Prato
Diventato collaboratore di Donatello e Michelozzo, con loro si trasferì a Prato per il progetto del pulpito esterno, del quale curò il montaggio del parapetto e del raffinato baldacchino a ombrello che lo corona.
Qui si occupò diverse opere per il Duomo, come ad esempio il Candelabro a sette braccia in bronzo (1440 circa), che ha la forma di vaso allungato dal quale escono sette carnosi steli vegetali. Progettò anche il vicino terrazzo interno, in controfacciata: il parapetto fu decorato con l'emblema della città di Prato e con rosoni in bronzo. Sempre all'interno del Duomo di Prato, realizzò la cancellata in bronzo che chiude la Cappella del Sacro Cingolo. La realizzazione di quest'opera venne lasciata interrotta nel 1438; fu proseguita tra il 1447 e il 1459 da Antonio di Cola e conclusa nel 1468 da Pasquino da Montepulciano.
Opera di Maso di Bartolomeo è la stessa Capsella della Sacra Cintola del 1446: uno scrigno prezioso destinato alla conservazione della reliquia, che fu utilizzato fino al XVII secolo.

### Urbino

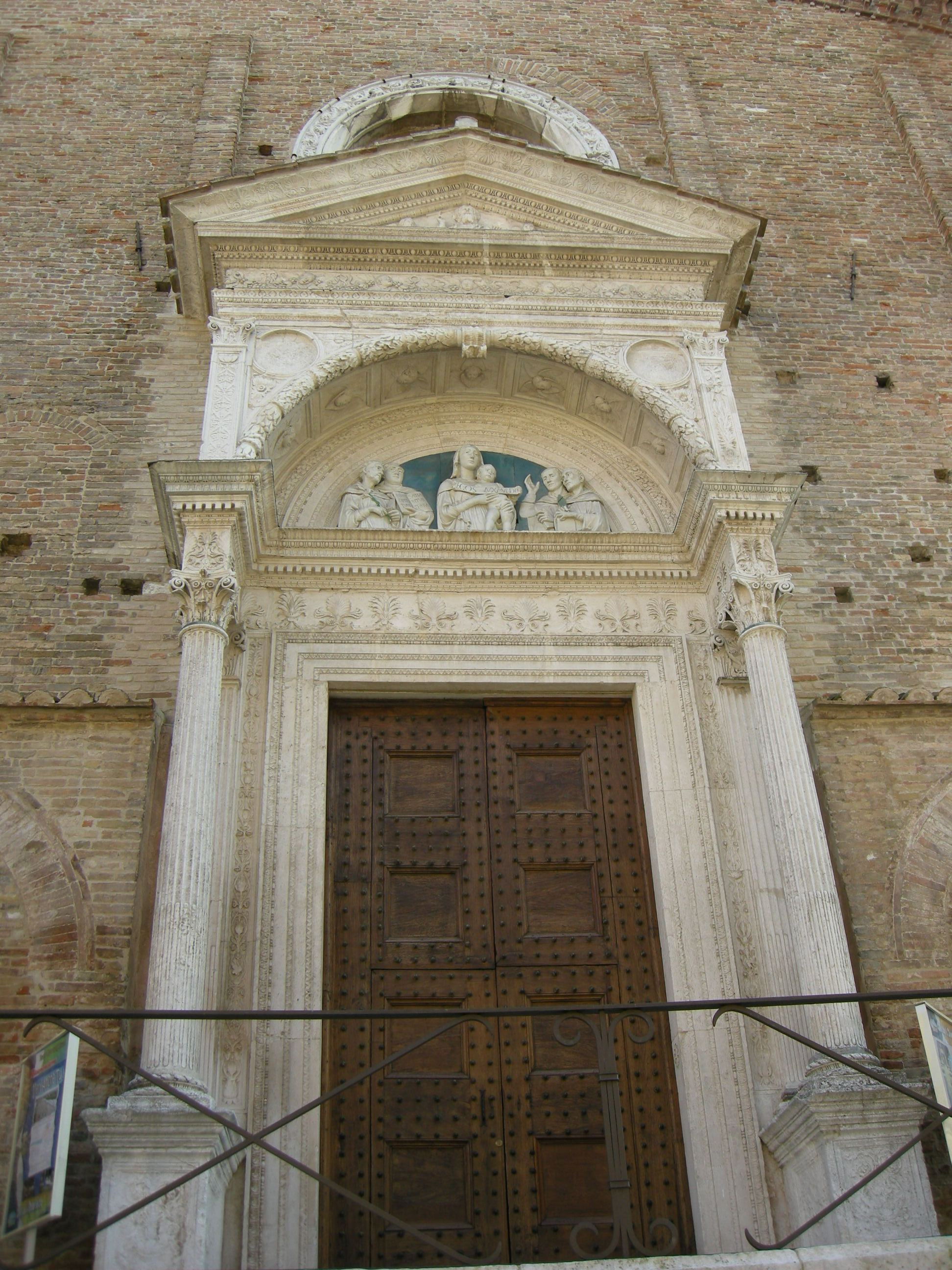
Portale di Maso di Bartolomeo a San Domenico di Urbino

Nel 1449, su intercessione probabilmente dell'urbinate Fra Carnevale, pittore alla bottega di Filippo Lippi, fu chiamato ad Urbino da Federico da Montefeltro, il nuovo duca della città desideroso di rinnovare il volto urbano, all'insegna di un'impronta moderna, confortevole, razionale e bella, ispirata all'umanesimo fiorentino.
A Urbino Maso di Bartolomeo (in collaborazione con Pasquino da Montepulciano) realizzò tra 1449 ed il 1451 il portale della chiesa di San Domenico, la prima architettura rinascimentale del centro marchigiano. L'opera venne poi completata da Michele di Giovanni da Fiesole nel 1454. La lunetta venne decorata da una Madonna col Bambino e santi in terracotta policroma invetriata di Luca della Robbia. Il portale, di grande originalità, si struttura come una trasposizione su scala monumentale del tabernacolo della Chiesa di Santa Maria a Peretola di Luca della Robbia (1441-1443) o della tomba Brancaccio di Donatello e Michelozzo.
Dal marzo del 1450 Federico impiegò Maso nella fusione di bombarde e cerbottane. Nel 1451-1454 compì un viaggio a Rimini dove creò una cancellata in ottone e bronzo per la cappella di San Sigismondo nel Tempio malatestiano.
In seguito si occupò, con altri architetti, del primo ampliamento di Palazzo Ducale, con l'edificio di raccordo tra le strutture preesistenti chiamato palazzetto della Jole. All'esterno, sulla piazza antistante il Duomo, la parte mediana della facciata adorna di cinque bifore è l'unica parte rimasta intatta della costruzione originaria progettata da Maso.

### Ragusa di Dalmazia
Maso di Bartolomeo progettò inoltre il chiostro del convento dei Domenicani di Ragusa, che venne realizzato dopo la sua morte: dal 1456 al 1483.